# Chaloenosoma
Chaloenosoma là một chi bọ cánh cứng trong họ Chrysomelidae.
Chi này được Jacoby miêu tả khoa học năm 1893.

## Các loài
Các loài trong chi này gồm:
- Chaloenosoma kolibaci (Medvedev, 2005)
- Chaloenosoma megalayanum (Kimoto, 2004)
- Chaloenosoma mimica (Medvedev, 2000)
- Chaloenosoma schereri (Medvedev, 2001)